# Suvremena umjetnost
Suvremena umjetnost prije svega podrazumijeva umjetnost koju stvaraju suvremeni autori i koju percipiraju suvremenici. Ne postoji čvrst okvir koji obuhvaća sve što je 'suvremeno' tako da ne postoji pravilo kojim se određuje što 'suvremena umjetnost' podrazumijeva i kojim se može vremenski ograničiti.
Slična značenja u ovom kontekstu imaju i pojam aktualne umjetnosti i engleski pojam contemporary art.
Ovaj pojam upotrebljava se da bi se izbjegao izraz moderna umjetnost. U svakodnevnom govoru pod pojmom moderno, pa i pomodno, podrazumijeva se ono što se trenutačno većini ljudi može svidjeti, a što se može zamijeniti i izrazom suvremeno. Ovi izrazi predstavljaju ono što donosi vrijeme u kojem živimo. Stručno, u kontekstu umjetnosti i povijesti umjetnosti, izraz modèrna spaja se s određenim razdobljem u povijesti umjetnosti, ali bez vremenskog zaključenja.

## Povijest
Ova tablica navodi osnovne pokrete i stilove po desetljećima.
| - Apstraktni ekspresionizam - Američki figurativni ekspresionizam - American scene painting - Antipodeans - Bay Area Figurative Movement - COBRA (avant-garde movement) - Slikarstvo obojenog polja - Generación de la Ruptura - Gutai group - Lenticular prints - Les Plasticiens - Lirska apstrakcija - Modern traditional Balinese painting - New York Figurative Expressionism - New York School - Serial art - Situationist International - Sovjetska nekonformistička umjetnost - Red Shirt School of Photography - Tašizam - Vienna School of Fantastic Realism - Washington Color School | - Apstraktni ekspresionizam - Abstract Imagists - Američki figurativni ekspresionizam - Art & Language - Bay Area Figurative Movement - BMPT - Chicago Imagists - Chicano art movement - Slikarstvo obojenog polja - Kompjuterska umjetnost - Konceptualna umjetnost - Fluxus - Happenings - Hard-edge painting - Lenticular prints - Kinetička umjetnost - Light and Space - Lirska apstrakcija (Američka verzija) - Minimalizam - Mono-ha - Neo-Dada - New York School - Nouveau Réalisme - Op Art - Performans - Plop Art - Pop Art - Postminimalizam - Post-painterly Abstraction - Psychedelic art - Soft sculpture - Systems art - Zero | - Arte Povera - Ascii Art - Bad Painting - Body art - Artist's book - COUM Transmissions - Environmental art - Feminističkja umjetnost - Froissage - Holografija - Instalacije - Land Art - Lowbrow (art movement) - Mail art - Papunya Tula - Fotorealizam - Postminimalizam - Process Art - Robotic art - Saint Soleil School - Videoumjetnost - Funk art - Pattern and Decoration - Warli painting revival - Wildstyle | - NAMES Project AIDS Memorial Quilt - Appropriation art - Culture jamming - Demoscene - Electronska umjetnost - Environmental art - Figuration Libre - Fractal art - Grafiti - Live art - Neue Slowenische Kunst - Postmoderna umjetnost - Neo-konceptualna umjetnost - Neo-ekspresionizam - Neo-pop - Sound art - Transavangarda - Transgressive art - Transhumanist Art - Vancouver School - Video instalacije - Institutional Critique - Western and Central Desert art | - Art intervention - Body art - Bio art - Cyberarts - Cynical Realism - Digital Art - Hiperealizam - Information art - Internet umjetnost - Massurrealism - Maximalism - New Leipzig School - New media art - Novo Europsko slikarstvo - Relational art - Software art - Toyism - Tactical media - Taring Padi - Western and Central Desert art - Young British Artists | - Altermodern - Klasični realizam - Cinični realizam - The Kitsch Movement - Pseudorealizam - Remodernizam - Renewable energy sculpture - Ulična umjetnost - Stuckism - Superflat - Superstroke - Urbana umjetnost - Videogame art - VJ art - Virtualna umjetnost |

## Vanjske poveznice
Rijeka